# Satellite Science Fiction
Satellite Science Fiction fue una revista de ciencia ficción estadounidense publicada de octubre de 1956 a abril de 1959 por la editorial de Leo Margulies Renown Publications. Inicialmente se publicaba una novela completa en cada número junto con algunos relatos cortos; esta política tenía por objeto permitirle competir con los libros en rústica, que por entonces estaban adquiriendo una cuota de mercado cada vez mayor. Sam Merwin editó los dos primeros números; Margulies se hizo cargo cuando Merwin lo dejó y posteriormente contrató a Frank Belknap Long para el número de febrero de 1959. En ese número se cambió el formato digest, que se venía utilizando desde sus inicios, al tamaño letter con la esperanza de que la revista destacara más en los quioscos. La prueba fue un fracaso y Margulies canceló la revista al conocerse las cifras de ventas.
Entre las novelas publicadas por la revista se encontraba la versión original de la primera novela de Philip K. Dick, The Cosmic Puppets, y obras con buena acogida de Algis Budrys y Jack Vance, aunque la calidad de las obras publicadas no siempre fue alta. Isaac Asimov, Arthur C. Clarke y L. Sprague de Camp fueron algunos de los autores que contribuyeron con relatos cortos. Sam Moskowitz escribió para la revista una serie de artículos sobre los inicios de la ciencia ficción, artículos que posteriormente formaron parte de su libro Explorers of the Infinite. En 1958 Margulies localizó la primera publicación en una revista de La máquina del tiempo (The Time Machine) de H. G. Wells de 1894 a 1895 y reeditó un breve extracto de la misma que se había omitido en todas las publicaciones posteriores.

## Historia editorial
En 1952 Leo Margulies y H. Lawrence Herbert fundaron King-Size Publications, que editó Saint Detective Magazine y Fantastic Universe. En 1956 la compañía estaba endeudada y Margulies le vendió su parte a Herbert; con el dinero de la venta fundó Renown Publications y lanzó Michael Shayne Mystery Magazine en septiembre de 1956 y el primer número de Satellite Science Fiction en octubre. Los directivos de la distribuidora de Satellite, PDC, eran viejos amigos de Margulies. La revista comenzó con una distribución bimestral, aunque Margulies esperaba que con el tiempo fuera mensual. El primer editor fue Sam Merwin, con quien Margulies había trabajado desde los años 1930. Margulies también esperaba crear una editorial, Renown Books, con el objetivo de publicar cuatro libros al mes, uno de los cuales sería de ciencia ficción y aparecería en Satellite antes de que se publicara en forma de libro.
Merwin se marchó tras la publicación de los dos primeros números y Margulies tomó el relevo como editor con el número de febrero de 1957. En un intento de hacer la revista más visible en los quioscos, cambió el formato digest que se venía utilizando hasta entonces por el tamaño letter con el número de febrero de 1959, al tiempo que cedía las labores de edición a Frank Belknap Long y pasando a una periodicidad mensual. Esto resultó ser un error. Los costes de producción del nuevo formato eran más elevados y las cifras de ventas del primer número del nuevo formato fueron pobres; cuando Margulies vio los resultados, cerró inmediatamente la revista. El número de junio de 1959 se había montado pero no llegó a publicarse, aunque algunas galeradas de prueba llegaron a manos de los coleccionistas. El final de la revista también supuso el fin de los planes de Margulies para Renown Books.

## Contenidos

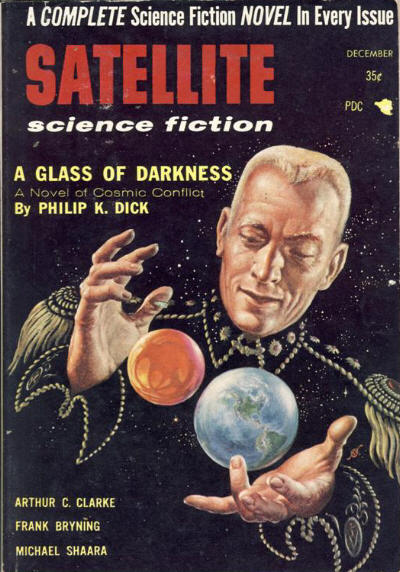
Portada del número de diciembre de 1956, obra de Kelly Freas.

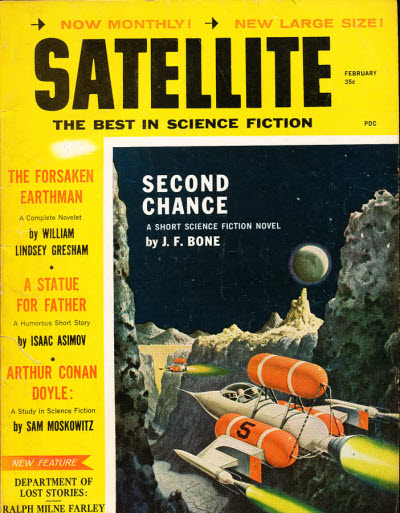
Número de febrero de 1959, el primero en formato letter; la portada es obra de Alex Schomburg.

## Detalles editoriales
| Números publicados | Números publicados | Números publicados | Números publicados | Números publicados | Números publicados | Números publicados | Números publicados | Números publicados | Números publicados | Números publicados | Números publicados | Números publicados |
| Año | Ene                | Feb                | Mar                | Abr                | May                | Jun                | Jul                | Ago                | Sep                | Oct                | Nov                | Dic                |
| --- | ------------------ | ------------------ | ------------------ | ------------------ | ------------------ | ------------------ | ------------------ | ------------------ | ------------------ | ------------------ | ------------------ | ------------------ |
| 1956 |                    |                    |                    |                    |                    |                    |                    |                    |                    | 1/1                |                    | 1/2                |
| 1957 |                    | 1/3                |                    | 1/4                |                    | 1/5                |                    | 1/6                |                    | 2/1                |                    | 2/2                |
| 1958 |                    | 2/3                |                    | 2/4                |                    | 2/5                |                    | 2/6                |                    | 3/1                |                    | 3/2                |
| 1959 |                    | 3/3                | 3/4                | 3/5                | 3/6                |                    |                    |                    |                    |                    |                    |                    |
| Números publicados, en formato volumen/número. El color indica el editor (azul: Sam Merwin; amarillo: Leo Margulies; morado: Frank Belknap Long. |                    |                    |                    |                    |                    |                    |                    |                    |                    |                    |                    |                    |

Los primeros catorce números de la revista se publicaron en formato digest y se pasó a tamaño letter con los cuatro últimos. Mantuvo una periodicidad bimestral hasta el cambio de formato, momento en el que pasó a ser mensual. Se publicaron tres volúmenes de seis números cada uno; los de formato digest tenían 128 páginas cada uno y los del tamaño letter 64. El precio de todos todos los números fue de 35 centavos. Sam Merwin editó los dos primeros números, le sucedió Leo Margulies durante el resto de la etapa digest y Frank Belknap Long se hizo cargo de la edición de los cuatro números de formato letter. La esposa de Margulies, Cylvia, fue editora gerente (con su nombre de soltera, Cylvia Kleinmande) todos los números. La editorial de todos los números fue Renown Publications, propiedad de Leo Margulies.